# Bocoricho
Bocoricho es una localidad ubicada en la isla de Bioko (Guinea Ecuatorial) perteneciente al municipio de Luba.
- Datos: Q109310950